# Араки, Тэцуро
Тэцуро Араки (яп. 荒木 哲郎 Араки Тэцуро:), известен также под псевдонимом Сабуро Мотидзуки (яп. 望月 三郎 Мотидзуки Сабуро:) (род. 5 ноября 1976 года, Саяма), — японский режиссёр аниме. Одними из известных его работ являются аниме-адаптации манг «Тетрадь смерти», Highschool of the Dead, Guilty Crown и «Атака на титанов». Лауреат премии аниме журнала Newtype (2013) и Tokyo Anime Award (2014).

## Биография
Начал работу в индустрии аниме в начале 2000-х годов на студии Madhouse как режиссёр эпизодов сериала Galaxy Angel. Первый раз выступил в качестве главного режиссёра в сериале OVA 2005 года Otogi-Juushi Akazukin, а в следующем году приобрёл широкую известность как режиссёр сериала «Тетрадь смерти», ставшего одним из самых популярных в истории аниме.
После «Тетради смерти» был главным режиссёром в пяти крупных проектах, большинство из которых обрели массовое признание, в особенности среди зрителей на Западе: Kurozuka, Highschool of the Dead, Guilty Crown, «Атака на титанов» и «Кабанери железной крепости». Успех аниме Араки связывают с его крайне броским, помпезным стилем, придающим ореол значительности даже повседневным вещам. Стиль Араки сравнивали со стилем таких режиссёров игрового кино как Майкл Бэй и Зак Снайдер.

## Работы

### Аниме-сериалы
- Galaxy Angel (2001—2004) — режиссура (серии 15, 22, 24), раскадровка
- Panyo Panyo Di Gi Charat (2001) — режиссура (серии 29—32, 45, 46, 48), раскадровка (серии 31, 45, 46)
- «Гангрейв» (2003—2004) — режиссура (серии 1, 8, 13, 18, 25), раскадровка (серии 13, 25), помощник режиссёра (серия 26)
- Di Gi Charat Nyo! (2003) — режиссура (серия 54), раскадровка (серии 54, 63)
- «Пираты „Чёрной лагуны“» (2006) — режиссура (серии 3, 9), раскадровка (серии 9, 12)
- «Тетрадь смерти» (2006—2007) — режиссура
- Kurozuka (2008) — режиссура
- Aoi Bungaku (2009) — режиссура (серии 5, 6)
- Highschool of the Dead (2010) — режиссура
- Guilty Crown (2011) — режиссура
- Sword Art Online (2012) — раскадровка (серия 23)
- «Атака на титанов» (2013) — режиссура
- Gundam Reconguista in G (2014) — режиссура (серия 10), раскадровка (серия 10)
- Koutetsujou no Kabaneri (2016) — режиссура
- «Атака на титанов» (второй сезон) (2017) — режиссура[4]
- «Атака на титанов» (третий сезон) (2019) — режиссура

### Аниме-фильмы
- «Пузырь» (2022) — режиссура

### OVA
- Otogi-Juushi Akazukin (2005) — режиссура
- Shingeki no Kyojin Kui Naki Sentaku (2014—2015) — режиссура

## Награды
В 2013 году завоевал премию аниме журнала Newtype в номинации «режиссёр» за сериал «Атака на титанов». В 2014 году за этот же сериал был награждён премией Tokyo Anime Award как лучший режиссёр. В 2016 году сериал «Кабанери железной крепости», режиссёром которого был Араки, завоевал премию Newtype, а сам Араки занял второе место среди номинантов на эту награду в категории «режиссёр».